# Verwaltungsgemeinschaft Ballenstedt/Bode-Selke-Aue

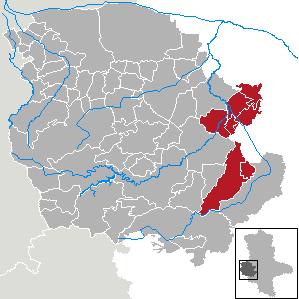
Ligging van de voormalige Verwaltungsgemeinschaft

In de voormalige Verwaltungsgemeinschaft Ballenstedt/Bode-Selke-Aue, gelegen in de Landkreis Harz in Duitsland, werkten zeven gemeenten gezamenlijk aan de afwikkeling van hun gemeentelijke taken. Ze bleven juridisch echter onafhankelijk. Het zijn dus geen deelgemeenten naar de Nederlandse of Belgische betekenis van de term deelgemeente. In het gebied met een oppervlakte van 142,12 km² leefden 12.980 inwoners (stand: 31 december 2008).

## Deelnemende gemeenten
- Ballenstedt
- Ditfurt
- Hausneindorf
- Hedersleben
- Heteborn
- Radisleben
- Wedderstedt

## Geschiedenis
De Verwaltungsgemeinschaft ontstond op 1 januari 2005 door de samenvoeging van de Verwaltungsgemeinschaft Ballenstedt met de Verwaltungsgemeinschaft Bode-Selke-Aue.
Op 1 januari 2010 werd de Verwaltungsgemeinschaft opgeheven. Radisleben is daarbij geannexeerd door Ballenstedt. De overige gemeenten zijn onderdeel geworden van de Verbandsgemeinde Vorharz, waarbij Hausneindorf en Wedderstedt zijn samengevoegd tot de nieuwe gemeente Selke-Aue, waarbij ook Heteborn zich heeft aangesloten.